# Junge Tagung Öffentliches Recht
Die Junge Tagung Öffentliches Recht, kurz JTÖR (bis 2020: Assistententagung Öffentliches Recht, kurz AssÖR), ist eine jährliche Veranstaltung für alle wissenschaftlichen Mitarbeiter und Assistenten im öffentlichen Recht im deutschsprachigen Raum, die sich noch nicht habilitiert haben. Sie ist mit durchschnittlich 200 Teilnehmern die größte Veranstaltung dieser Art im deutschsprachigen Raum und wird häufig auch die kleine Staatsrechtslehrer-Tagung genannt.
Die wissenschaftliche Konferenz findet jährlich an einer anderen deutschen, österreichischen oder schweizerischen Universität statt und wird von den dortigen jungen Wissenschaftlern organisiert. Sie bietet den Teilnehmern die Möglichkeit, Promotions- oder Habilitationsvorhaben der Fachöffentlichkeit vorzustellen. Darüber hinaus dient sie dem Knüpfen wissenschaftlicher Kontakte.
Die erste Assistententagung fand 1961 statt. Seit 1977 steht ihr wissenschaftliches Programm unter einem jährlich wechselnden Generalthema. Die etwa 10 bis 13 Referate werden in einem offenen Verfahren („call for papers“) von den Veranstaltern ausgewählt.
Seit 2021 heißt die Tagung, nach Diskussionen auf vorhergehenden Tagungen, Junge Tagung Öffentliches Recht.

## Bisherige Veranstalter und Themen
- 2025: Universität Potsdam, Europa-Universität Viadrina „Funktion und Funktionalität des Rechts“[3]
- 2024: Universität Leipzig, Universität Erfurt und Friedrich-Schiller-Universität Jena „Zukunftsverfassungsrecht“[4]
- 2023: Universität Hamburg, Helmut-Schmidt-Universität/Universität der Bundeswehr Hamburg und Bucerius Law School „Interaktionen: Internationalität, Intra- und Interdisziplinarität“[5]
- 2022: Universität Zürich, „Verantwortung und Recht“ (zweite digitale Tagung aufgrund der COVID-19-Pandemie)[6]
- 2021: Universität Münster, „Zugang zu Recht“ (erste digitale Tagung aufgrund der COVID-19-Pandemie in Deutschland)[7]
- 2020: Universität Trier, „Der digitalisierte Staat“[8]
- 2019: Universität Frankfurt am Main, „Verfassungen – ihre Rolle im Wandel der Zeit“[9]
- 2018: Universität Regensburg, „Richterliche Abhängigkeit – Rechtsfindung im Öffentlichen Recht“[10]
- 2017: Fernuniversität Hagen, „Rechtskultur und Globalisierung“[11]
- 2016:  Universität Mainz, „Pfadabhängigkeit hoheitlicher Ordnungsmodelle“[12]
- 2015: Universität Augsburg, „Rechtsfrieden – Friedensrecht“[13]
- 2014: Universität Graz, „L’État, c’est quoi? – Staatsmacht im Wandel“[14]
- 2013: Universität Bern, „Das letzte Wort – Rechtsetzung und Rechtskontrolle in der Demokratie“[15]
- 2012: Universität Hamburg, Helmut-Schmidt-Universität/Universität der Bundeswehr Hamburg und Bucerius Law School, „Kollektivität – Öffentliches Recht zwischen Gruppeninteressen und Gemeinwohl“[16]
- 2011: Deutsche Hochschule für Verwaltungswissenschaften Speyer und Deutsches Forschungsinstitut für öffentliche Verwaltung Speyer, „Verwaltungsrechtsraum Europa“[17]
- 2010: Universität Greifswald und Alfried Krupp Wissenschaftskolleg Greifswald, „Risiko im Recht – Recht im Risiko“[18]
- 2009: Max-Planck-Institut zur Erforschung von Gemeinschaftsgütern und Universität Bonn, „Recht und Markt. Wechselbeziehungen zweier Ordnungen“[19]
- 2008: Universität Heidelberg und Max-Planck-Institut für ausländisches öffentliches Recht und Völkerrecht, „Freiheit – Sicherheit – Öffentlichkeit“[20]
- 2007: Freie Universität Berlin und Humboldt-Universität Berlin, „Netzwerke“[21]
- 2006: Universität Wien, „Recht und Medizin“[22]
- 2005: Universität Bielefeld, „Die Europäische Verfassung – Verfassungen in Europa“[23]
- 2004: Universität Jena, „Recht und Ökonomik“[24]
- 2003: Universität Luzern, „Integration und Recht“[25]
- 2002: Universität Hamburg, „Pluralität des Rechts – Regulierung im Spannungsfeld der Rechtsebenen“[26]
- 2001: Universität Potsdam, „Religion und Weltanschauung im säkularen Staat“[27]
- 2000: Universität Gießen, „Funktionen und Kontrolle der Gewalten“[28]
- 1999: Universität Zürich, „Demokratie und Freiheit“[29]
- 1998: Universität Münster, „Frieden und Recht“[30]
- 1997: Universität München, „Föderalismus - Auflösung oder Zukunft der Staatlichkeit?“[31]
- 1996: Universität Mainz, „Herausforderungen an das Recht der Informationsgesellschaft“[32]
- 1995: Universität Rostock, „Kommunale Selbstverwaltung im Spiegel von Verfassungsrecht und Verwaltungsrecht“[33]
- 1994: Universität Wien, „Allgemeinheit der Grundrechte und Vielfalt der Gesellschaft“[34]
- 1993: Universität Bonn „Auf dem Wege zu einer europäischen Staatlichkeit“[35]
- 1992: Universität Regensburg: „Verfassungsreform und Grundgesetz“[36]
- 1991: Universität Bremen: „Wandel der Handlungsformen im öffentlichen Recht“[37]